# 保罗·洛伦岑
保罗·洛伦岑（德語：Paul Peter Wilhelm Lorenzen，1915年3月24日—1994年10月1日）是一位德国哲学家和数学家，博弈语义的发明者之一，埃尔朗根学派的建立者之一。